# Cshatrapati Sívádzsi pályaudvar

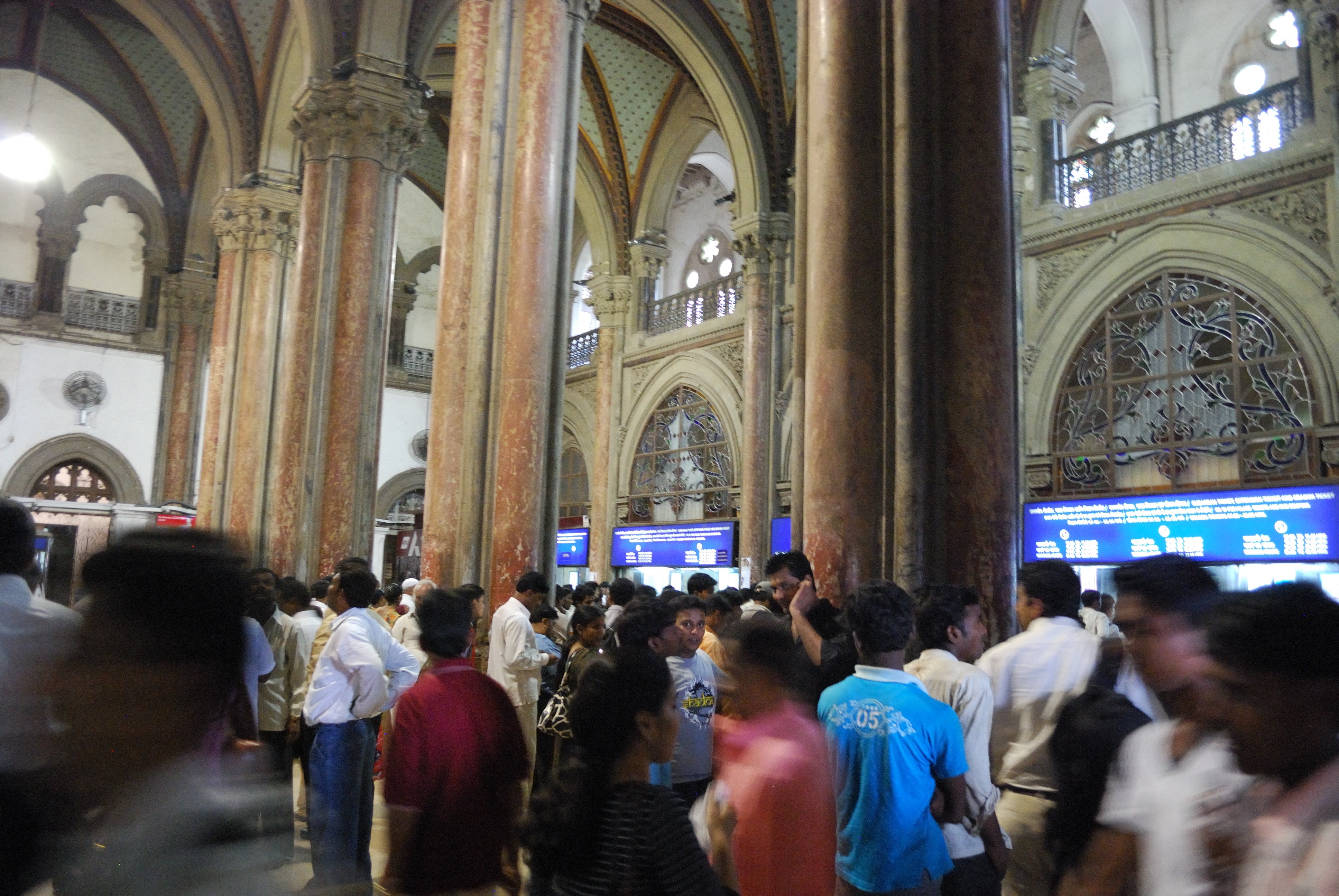
A pályaudvar belülről

A Cshatrapati  Sívádzsi  pályaudvar (Maráthi írással: छत्रपती शिवाजी टर्मिनस, magyaros átírásban: Cshatrapati Sívádzsi Tarmínasz, angol átírásban: Chhatrapati Shivaji Terminal) India legforgalmasabb vasúti fejpályaudvara Mumbaiban. Az ország 16 vasúti zónájából ez bonyolítja a legnagyobb  forgalmat. Mumbai több elővárosi vonala is itt halad át, ami a távolsági vonatok mellett a forgalom zömét  adja. A pályaudvar 1878–1888 között épült, egyik kiemelkedő példája a 19. század végi brit vasúti építészetnek. A viktoriánus neogótikus stílus, a hagyományos indiai díszítőelemek keveredése jellemzi, ez egészül ki a korszerű technikai megoldásokkal. Az állomás  mai nevét 1996 márciusában kapta. Ismert még egyszerűen VT (vagy CST / CSTM). 2004 óta világörökségi helyszín. Az épület Mumbai jelképévé vált. A BBC 2013-ban beválasztotta a világ tíz legszebb vasútállomásai közé.

## Története
A pályaudvar meghatározó szerepet töltött be Mumbai kialakulásában. Mumbai volt a gyarmatosítók egyik parti előőrse a hindu Nyugat-Indiában, először a portugálok telepedtek meg ezen a helyen, majd 1661-ben brit kézre kerül. 1667-től a Brit Kelet-indiai Társasághoz tartozott, ez a társaság a volt a felelős a brit fennhatóság alatt álló India kereskedelmi fejlődésért. A városba kereskedők érkeztek, a hajóépítő ipar és a gyapotkereskedelem virágzott. A kereskedelem fejlődéséhez nagyban hozzájárultak az épülő vasútvonalak, melyek India belső területeit kötötték össze a kikötővárossal. 1869-ben, a Szuezi-csatorna megnyitása tovább növelte Mumbai jelentőségét.
A város reprezentatív nagyvárossá fejlődött. A mocsaras területeket lecsapolták, erőteljes építkezés indult meg, nagy viktoriánus középület-együttes jött létre a tengerparton. A leginkább figyelemre méltó az épületek közül ez a pályaudvar, akkori nevén Viktória pályaudvar (Victoria Terminus). Nevét Viktória királynőnek köszönheti. Hivatalosan ő nyitotta meg a pályaudvart az Arany Jubíleumon, 1887-ben.
Az épületet Frederick William Stevens (1848-1900) tervezte. Eredetileg kizárólag a pályaudvar és a közigazgatási hivatalok készültek el. A neogót stílusú pályaudvar 1878-1888 között épült. A vasúttársaság később számos kisegítő épületet épített hozzá, melyet úgy alakított ki, hogy harmonizáljon a fő épülettel. 1929-ben a fővonali forgalom ellátására új állomás épült. 
Az eredeti épület még mindig használatban van, az elővárosi forgalomban használják, több mint 3 millió ingázó fordul itt meg naponta. A pályaudvaron kapott helyet a vasúttársaság központja is.

## Az épület jellemzői
A pályaudvar egyike az első – és egyben a legjellemzőbb – példája az indiai viktoriánus építészetnek, ahol az ipari forradalom technológiája összeolvadt a neogót stílussal. Ez a stílus elfogadható volt az európai és az indiai ízlés számára, összeegyeztethető azzal a színes és a díszes jelleggel amit a mogul és a hindu építészet a szubkontinensen mutatott. A épület égbe törő vonalvezetése a tornyokkal, a hegyes boltívek és excentrikus alaprajzú terek közel állnak a hagyományos indiai palota építészethez is.
Az épület központi kupolás szerkezete és a mély platformos  vonatcsarnok együtt biztosítja a vázát az épületnek. Kupolája fecskefarkas központosító bordák nélkül készült, ami a korszakra jellemző. A belső térben így egy sor nagy terem jöhetett létre, magas mennyezettel. Ez alapvetően egy közlekedési létesítmény, művészi értéke is ennek van alárendelve, ezért a különböző változtatások, amiket a használata alatt végeztek, a mai szem számára nem mindig látszik kedvezőnek. A C alakú alaprajz szimmetriatengelye kelet-nyugati irányú. Az épület minden oldalának azonos a tervezése. A magas központi kupola a fókuszpontja a homlokzatnak. A kupola egy nyolcszögletű bordázott szerkezetű kolosszális nőalakot mintáz, amely a fejlődést szimbolizálja. A jobb, felfelé tartott kezében egy fáklya van, a bal kezében egy küllős kerék.
Az oldalsó épületszárnyak az udvarhoz csatlakoznak, ami az utcára nyílik. A szárnyak négy sarkában monumentális tornyocskák vannak, amelyek egyensúlyt és  keretet adnak a központi kupolának. A homlokzat jelenlegi megjelenésével arányos az ablakok és boltívek sora. Szobrokkal, domborművekkel gazdagon ellátott,  de ezzel együtt is kiegyensúlyozott marad. A bejárati kapuknál megtalálható Nagy-Britannia jelképe, egy oroszlán, és India jelképe is, a tigris.
A fő építési anyag az indiai homokkőnek és a mészkőnek egy megfelelő keveréke, míg ritkábban kiváló minőségű olasz márványt is használtak a főbb díszítőelemekhez. Az előcsarnok is gazdagon díszített: a földszinten az északi szárnyban található az un. „csillag tanácsterem”, amely még mindig a jegypénztárak helye. Ezt olasz márvánnyal és csiszolt indiai kék kővel díszítették. Kőboltívek fedik faragott mennyezetet is.